# Provenzano Salvani
Pour les articles homonymes, voir Provenzano et Salvani.
Provenzano Salviani est un ancien chef siennois du XIIIe siècle, vainqueur à la Bataille de Montaperti (1260) contre les Florentins, et tué à la Bataille de Colle le 17 juin 1269.

## Biographie
Provenzano Salvani est surtout connu par le fait que Dante Alighieri en parle dans ses écrits : Dante l'accuse d'ambition et d'orgueil et lui reproche, sans aucun motif historique, d'avoir voulu se rendre maître de Sienne. Il lui reconnaît néanmoins de la générosité, car il rapporte un fait particulier, signe de son dévouement et de sa capacité à preuve d’amitié chevaleresque : un ami de Provenzano Salviani avait été fait prisonnier par le roi de Sicile, et devait perdre la tête si, dans un court délai, il n'était payé une énorme rançon. Provenzano, pour sauver son ami, eut le courage de mendier cette rançon au milieu de la place publique de Sienne (Liberamente nel campo di Siena), dans le lieu qui s'appelle encore aujourd'hui Campo di Siena.
Il trouva la mort lors de la battaglia di Colle di Val d'Elsa du 16-17 juin 1269, tué par son ennemi juré Regolino Tolomei. Décapité, sa tête piquée à l'extrémité d'une lance fut colportée comme trophée sur le champ de bataille.

## Sources
- Viaggio dantesco De Jean Jacques Ampère, Felice Le Monnier - Florence -1855 - page 57.